# Neoregostoma luridum
Neoregostoma luridum är en skalbaggsart som först beskrevs av Johann Christoph Friedrich Klug 1825.  Neoregostoma luridum ingår i släktet Neoregostoma och familjen långhorningar.
Artens utbredningsområde är:
- Paraguay.
- Uruguay.

Inga underarter finns listade i Catalogue of Life.